# Spinosuchus caseanus
Lo spinosuco (Spinosuchus caseanus) è un rettile estinto di incerta collocazione sistematica, forse appartenente ai trilofosauri. Visse nel Triassico superiore (Carnico, circa 220 milioni di anni fa) e i suoi resti fossili sono stati ritrovati in Nordamerica (Texas). È stato a lungo considerato un dinosauro primitivo.

## Classificazione
Nel 1922 Ermin C. Case descrisse una colonna vertebrale parziale che lui stesso aveva scoperto un anno prima nel Tecovas Member della formazione Dockum, nella Contea di Crosby; Case attribuì il reperto al dinosauro Coelophysis, all'epoca poco noto, e suppose che l'intero animale fosse lungo circa 2,5 metri. Altri fossili attribuiti a questo animale (un femore, un ilio, parte di un cranio) vennero poi riconosciuti appartenere ad altri animali molto diversi fra loro, che all'epoca erano ancora poco conosciuti: il femore era quello di un aetosauro corazzato (forse Desmatosuchus), l'ilio di un dinosauro herrerasauride (Chindesaurus o Caseosaurus) e il cranio parziale del rauisuco Postosuchus. 
Friedrich von Huene ridescrisse la colonna vertebrale nel 1932 come appartenente a un nuovo genere e specie, e la ribattezzò Spinosuchus caseanus in onore di Case. Huene ritenne che Spinosuchus fosse comunque da attribuire a un dinosauro simile a Coelophysis (un "podokesauride"). Diversi studi compiuti negli anni '70 e '80, però, sostennero che Spinosuchus non era un dinosauro, ma un arcosauro appartenente a un altro gruppo, forse dotato di una sorta di "vela" dorsale. 
Negli anni '90 alcuni autori (Hunt et al. 1998) ritennero Spinosuchus ancora una volta un dinosauro (sulla base di presunte analogie nella forma delle vertebre), ma la maggior parte dei paleontologi dissentì da questa interpretazione, considerandolo un arcosauriforme indeterminato (Nesbitt et al., 2007) o un rappresentante dei trilofosauridi (Spielmann et al., 2009). Secondo quest'ultima interpretazione, Spinosuchus sarebbe stato un rettile simile a un varano, dal corpo robusto e dalle zampe poste ai lati del corpo; il cranio dei trilofosauridi era triangolare e dotato di denti adatti a triturare.